# Tricyrtis hirta
Tricyrtis hirta là một loài thực vật có hoa trong họ Măng tây. Loài này được (Thunb.) Hook. miêu tả khoa học đầu tiên năm 1863.

## Hình ảnh

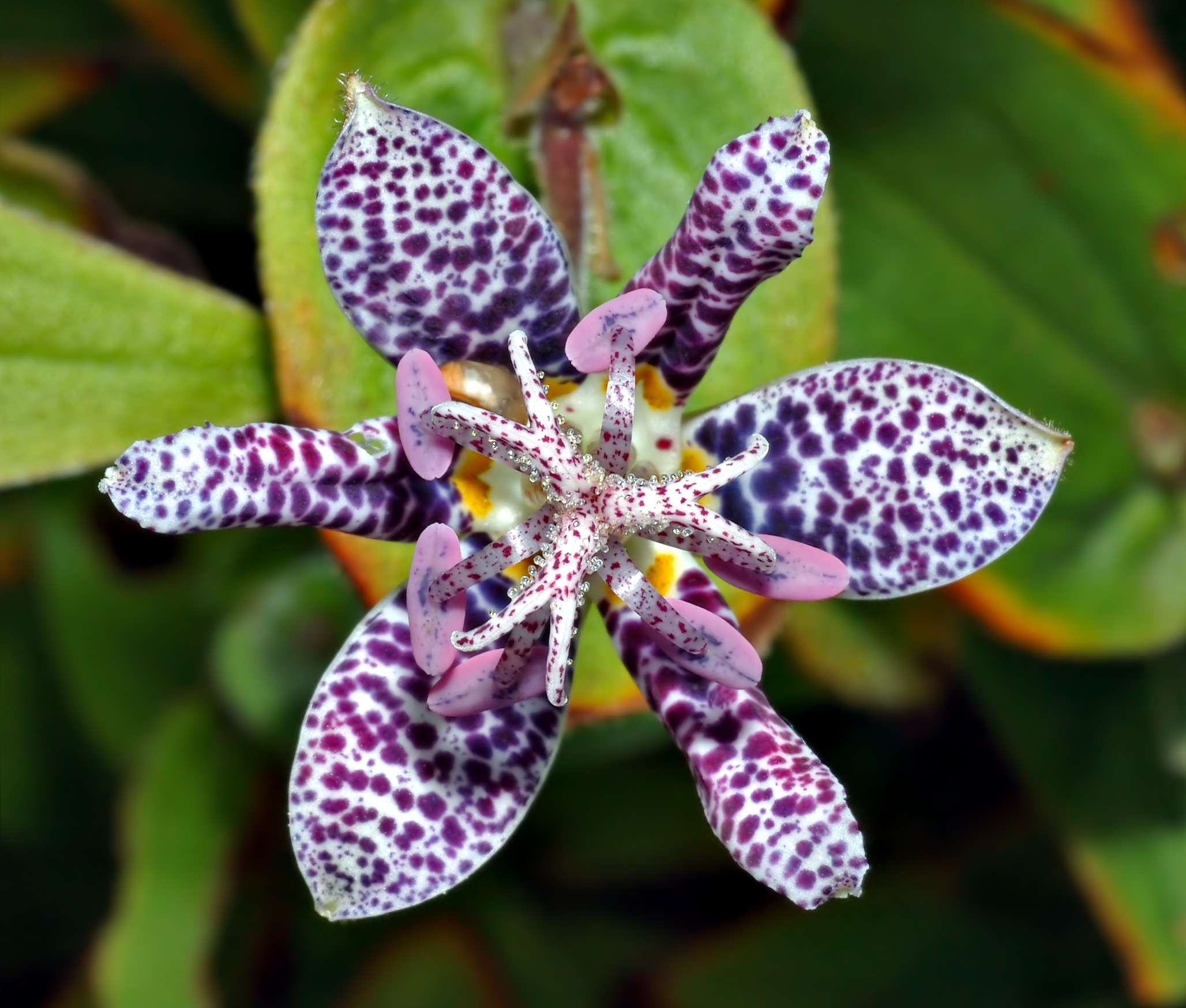
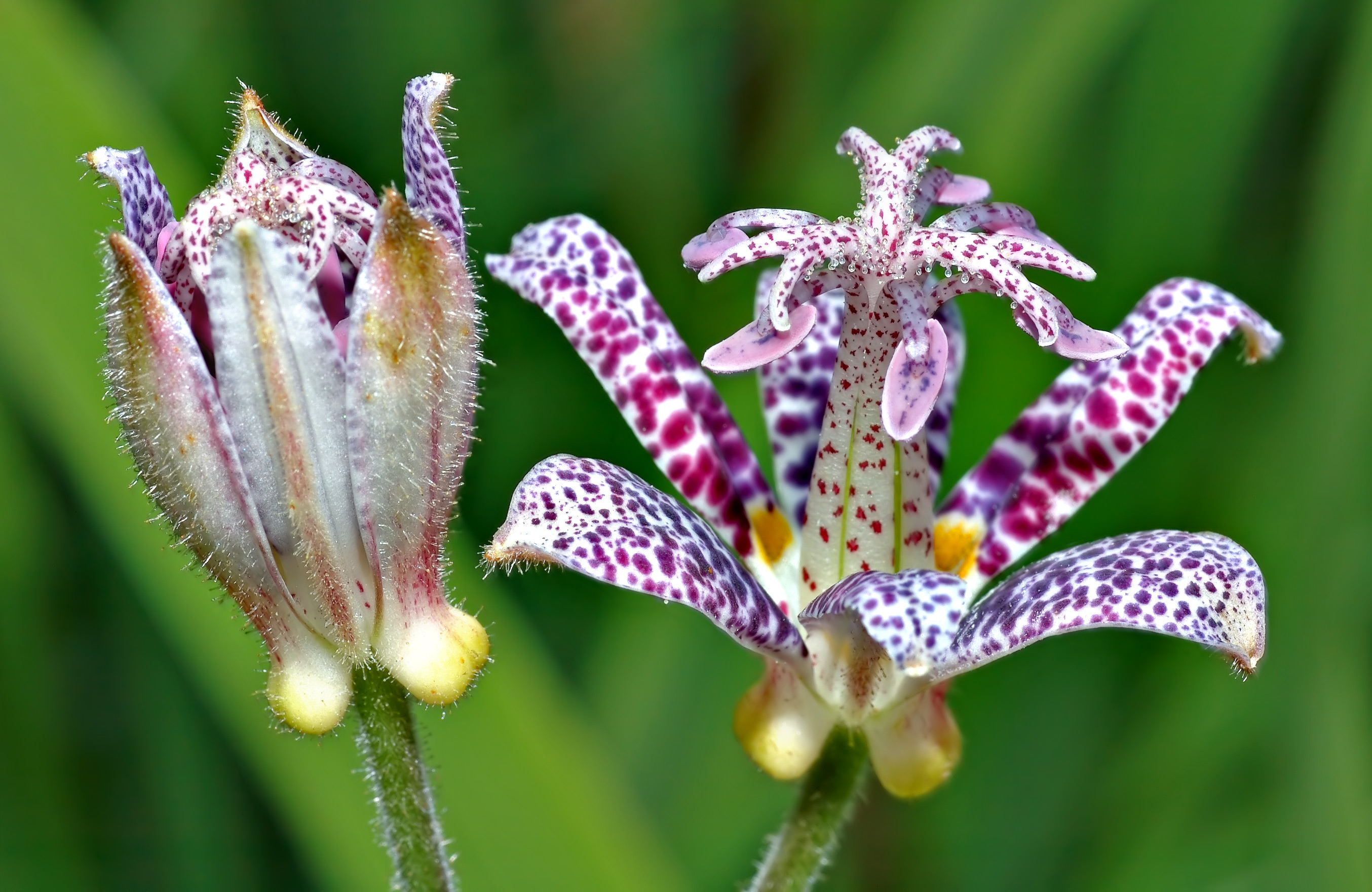
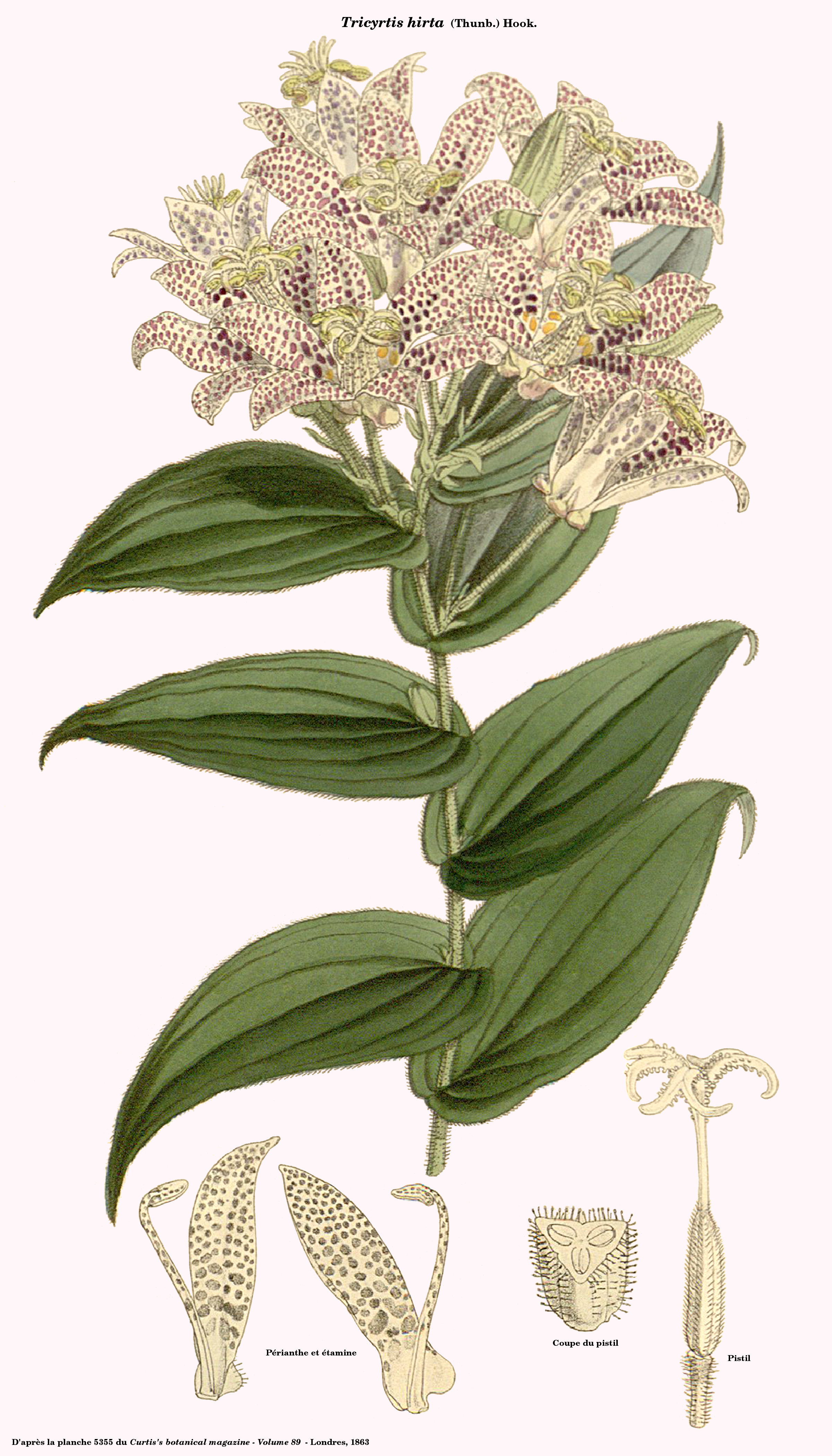
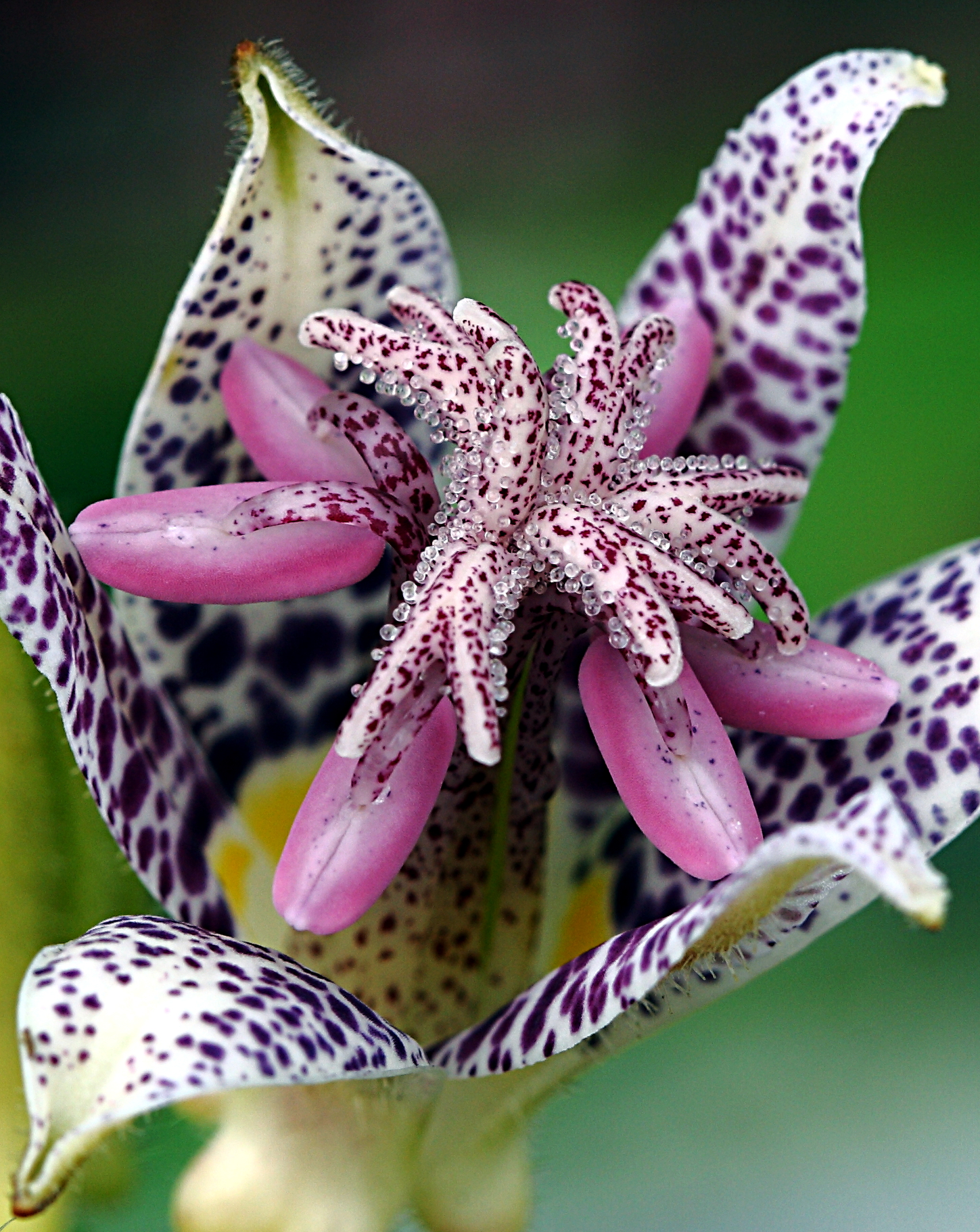